# Amphipyra stix
Amphipyra stix là một loài bướm đêm trong họ Noctuidae.